# Tiro com arco nos Jogos Pan-Americanos de 2023
As competições de tiro com arco nos Jogos Pan-Americanos de 2023 em Santiago, no Chile, foram realizadas de 1 a 5 de novembro de 2023 no Centro de Tiro com Arco, em Peñalolén. Ao todo, 10 eventos foram disputados em duas categorias, recurvo e composto, divididos individualmente por gênero, além de duas provas mistas.
Os arqueiros melhores colocados em cada evento do recurvo individual, caso não qualificado previamente, conquistou uma vaga ao seu respectivo Comitê Olímpico Nacional nos Jogos Olímpicos de 2024, em Paris, assim como a melhor equipe mista do recurvo.

## Qualificação
Um total de 98 arqueiros (49 por gênero) poderiam se qualificar para competir. Cada CON poderia inscrever no máximo dez competidores (cinco por gênero). Como país-anfitrião, o Chile qualificou oito arqueiros automaticamente (três no recurvo masculino, três no recurvo feminino, 1 no composto masculino e 1 no composto feminino). 
Quatro torneios classificatórios foram utilizados para determinar os 66 classificados no recurvo e os 32 no composto, totalizando as 98 vagas destinadas as categorias do evento.

## Nações participantes
Ao todo, 17 CONs qualificaram pelo menos um arqueiro em um dos eventos, com a quantidade de competidores entre parênteses.
- ARG Argentina (3)
- BRA Brasil (9)
- CAN Canadá (8)
- CHI Chile (8)
- COL Colômbia (10)
- CUB Cuba (6)
- ESA El Salvador (6)
- EAI Equipe de Atletas Independentes (7)
- ECU Equador (3)
- USA Estados Unidos (11)
- GUY Guiana (1)
- ISV Ilhas Virgens Americanas (2)
- MEX México (12)
- PER Peru (3)
- PUR Porto Rico (4)
- DOM República Dominicana (1)
- VEN Venezuela (4)

## Medalhistas

### Recurvo
Masculino
| Evento              | Ouro                                                          | Prata                                              | Bronze                                                         |
| ------------------- | ------------------------------------------------------------- | -------------------------------------------------- | -------------------------------------------------------------- |
| Individual detalhes | Jackson Mirich USA Estados Unidos                             | Matías Grande MEX México                           | Ricardo Soto CHI Chile                                         |
| Equipes detalhes    | Brady Ellison Jackson Mirich Jack Williams USA Estados Unidos | Carlos Rojas Matías Grande Caleb Urbina MEX México | Marcus Vinicius D'Almeida Matheus Gomes Matheus Ely BRA Brasil |

Feminino
| Evento              | Ouro                                                                          | Prata                                                | Bronze                                                  |
| ------------------- | ----------------------------------------------------------------------------- | ---------------------------------------------------- | ------------------------------------------------------- |
| Individual detalhes | Alejandra Valencia MEX México                                                 | Ana Clara Machado BRA Brasil                         | Casey Kaufhold USA Estados Unidos                       |
| Equipes detalhes    | Catalina Gnoriega Casey Kaufhold Jennifer Mucino-Fernandez USA Estados Unidos | Aída Román Ángela Ruiz Alejandra Valencia MEX México | Ana Rendón Maira Sepúlveda Carolina Posada COL Colômbia |

Misto
| Evento           | Ouro                                            | Prata                                                  | Bronze                                      |
| ---------------- | ----------------------------------------------- | ------------------------------------------------------ | ------------------------------------------- |
| Equipes detalhes | Casey Kaufhold Brady Ellison USA Estados Unidos | Ana Clara Machado Marcus Vinicius D'Almeida BRA Brasil | Alejandra Valencia Matías Grande MEX México |

### Composto
Masculino
| Evento              | Ouro                                              | Prata                                          | Bronze                                      |
| ------------------- | ------------------------------------------------- | ---------------------------------------------- | ------------------------------------------- |
| Individual detalhes | Jean Pizarro PUR Porto Rico                       | Sawyer Sullivan USA Estados Unidos             | Jagdeep Singh COL Colômbia                  |
| Equipes detalhes    | Roberto Hernández Douglas Nolasco ESA El Salvador | Kris Schaff Sawyer Sullivan USA Estados Unidos | Sebastián Arenas Jagdeep Singh COL Colômbia |

Feminino
| Evento              | Ouro                                       | Prata                                      | Bronze                                   |
| ------------------- | ------------------------------------------ | ------------------------------------------ | ---------------------------------------- |
| Individual detalhes | Dafne Quintero MEX México                  | Alexis Ruiz USA Estados Unidos             | Alejandra Usquiano COL Colômbia          |
| Equipes detalhes    | Olivia Dean Alexis Ruiz USA Estados Unidos | Sara López Alejandra Usquiano COL Colômbia | Andrea Becerra Dafne Quintero MEX México |

Misto
| Evento           | Ouro                                  | Prata                                      | Bronze                                     |
| ---------------- | ------------------------------------- | ------------------------------------------ | ------------------------------------------ |
| Equipes detalhes | Sara López Jagdeep Singh COL Colômbia | Alexis Ruiz Kris Schaff USA Estados Unidos | Dafne Quintero Sebastián García MEX México |

## Quadro de medalhas
| Ordem | País               | Medalha de ouro | Medalha de prata | Medalha de bronze |    |
| ----- | ------------------ | --------------- | ---------------- | ----------------- | -- |
| 1     | USA Estados Unidos | 5               | 4                | 1                 | 10 |
| 2     | MEX México         | 2               | 3                | 3                 | 8  |
| 3     | COL Colômbia       | 1               | 1                | 4                 | 6  |
| 4     | ESA El Salvador    | 1               |                  |                   | 1  |
|       | PUR Porto Rico     | 1               |                  |                   | 1  |
| 6     | BRA Brasil         |                 | 2                | 1                 | 3  |
| 7     | CHI Chile          |                 |                  | 1                 | 1  |
| TOTAL | TOTAL              | 10              | 10               | 10                | 30 |